# Barnaba
Barnaba (greaca veche: Βαρναβᾶς) (născut Iosif, Cipru - d. 61, Salamis), a fost un creștin timpuriu, unul dintre cei mai vechi discipoli creștini din Ierusalim. Conform Faptelor Apostolilor 4:36 Barnaba era un evreu cipriot. Numit apostol în Faptele Apostolilor 14:14, împreună cu Apostolul Pavel a realizat călătorii misionare și a susținut convertirea neamurilor împotriva iudaizatorilor. Au călătorit împreună înfăptuind mai multe convertiri (cca. 45-47). A participat la Consiliul de la Ierusalim (cca. 50). Barnaba și Pavel au evanghelizat cu succes pe cei "temători de Dumnezeu" care au frecventat sinagogi din diferite orașe elenizate din Anatolia.
„Iosif, numit de apostoli și Barnaba, adică, în tălmăcire, fiul mângâierii, un levit, de neam din Cipru”— FA 4:36